# Čistá (Mladá Boleslav-i járás)
Čistá település Csehországban, a Mladá Boleslav-i járásban. Čistá Bělá pod Bezdězem, Hrdlořezy, Bukovno és Plužná településekkel határos. Lakosainak száma 893 fő (2024. január 1.).

## Népesség
A település lakosságának változását az alábbi diagram mutatja:
| Lakosok száma | 452  | 568  | 820  | 725  | 601  | 614  | 789  | 783  | 829  | 893  |
|               | 1869 | 1890 | 1921 | 1950 | 1980 | 2001 | 2017 | 2019 | 2022 | 2024 |